# Pecita
Pecita est une des multiples polices de caractères issues des logiciels libres Linux et FontForge. Elle a été dessinée pour reproduire le plus fidèlement possible l'écriture de son auteur. La réalisation de cet objectif s'appuie sur l'Unicode et l'utilisation des dispositifs avancés des fontes OpenType.

## Les dispositifs de l'OpenType mis en œuvre
- Les dessins de certaines lettres débordent de leur chasse en sorte que les graphèmes juxtaposés se recouvrent.
- La juxtaposition de certaines lettres résulte en un graphème spécifique (Standard Ligatures).
- La juxtaposition de certaines lettres avec certains groupes de lettres résulte en une modification de leur graphème (Contextual Alternates).
- Certaines lettres ont des graphèmes alternatifs (Variants = Subscript, Superscript, Small Capitals, Randomize).